# Baryconus albohirtus
Baryconus albohirtus är en stekelart som beskrevs av Ritchie och Lubomir Masner 1983. Baryconus albohirtus ingår i släktet Baryconus och familjen Scelionidae. Inga underarter finns listade.